# Śrubity Groń
Śrubity Groń (1032 m) – szczyt w Grupie Wielkiej Raczy w Beskidzie Żywiecko-Kisuckim. Znajduje się w północnym grzbiecie Wielkiej Czerwenkowej oddzielającym potok Racza (po zachodniej stronie) i potok Śrubita (po wschodniej stronie).
Nazwa szczytu jest stara, w formie „Śrobity Groń” podawał ją bowiem już Andrzej Komoniecki (1658–1728), autor „Chronografii albo Dziejopisu Żywieckiego”.
Śrubity Groń jest porośnięty lasem, ale na jego grzbiecie jest dawna hala Śrubita. Śrubity Groń w całości znajduje się w granicach miejscowości Rycerka Górna w województwie śląskim, w powiecie żywieckim, w gminie Rajcza. W regionalizacji fizycznogeograficznej Polski według Jerzego Kondrackiego Grupa Wielkiej Raczy zaliczana jest do Beskidu Żywieckiego, w nowszej polskiej regionalizacji z 2018 roku do Beskidu Żywiecko-Kisuckiego.
Górną częścią grzbietu Śrubitego Gronia prowadzi czerwony szlak turystyczny. Dzięki odkrytym, trawiastym terenom hali rozciągają się z niego widoki na północ.

## Szlaki turystyczne
odcinek: Wielka Racza – przełęcz Śrubita – Jaworzyna – przełęcz Przegibek – Bania – Majcherowa – Przełęcz pod Rycerzową.